# Dracophyllum urvilleanum
Dracophyllum urvilleanum là một loài thực vật có hoa trong họ Thạch nam. Loài này được A.Rich. mô tả khoa học đầu tiên năm 1832.